# إدريسو مورا كباي
إدريسو مورا كباي (مواليد 14 يوليو 1967) (بالإنجليزية: Idrissou Mora-Kpai)‏ هو مخرج أفلام من بنين.  حصل على جائزة الأمير الهولندي كلاوس سنة 2013. 

## الحياة الشخصية
ولد في 14 يوليو 1967 في بروبواي، شمال بنين، لأسرة من مربي الماشية التجاريين.
تخرج بدرجة البكالوريوس في جامعة كونراد وولف فيلم في بابلسبيرج بألمانيا. كما عمل محاضرًا زائرًا في جامعة كورنيل وجامعة ديوك وجامعة بيتسبرغ. يعيش حاليًا في الولايات المتحدة.  وهو أستاذ مساعد في قسم الفنون والعلوم والدراسات الإعلامية في كلية إيثاكا.

## مساره
في سن 13، انتقل إلى كوتونو والتحق بالمدرسة الثانوية. في سن التاسعة عشرة ذهب إلى الجزائر ثم هاجر عبر إيطاليا إلى ألمانيا. ثم درس في جامعة برلين الحرة من 1988 إلى 1993. بعد التخرج، درس الإنتاج السينمائي في جامعة كونراد وولف السينمائية من 1994 إلى 1999. وخلال هذه الفترة الجامعة، قدم عدة أفلام قصيرة.  
في عام 1999، انتقل إدريسو إلى باريس وأسس شركة إنتاج تسمى (MKJ Films)، قدم فيلمه الوثائقي الأول (Si-Gueriki) في عام 2002. تلقى الفيلم إشادة من النقاد واهتمام دولي.  تم عرضه في مهرجان روتردام السينمائي الدولي، وسينما ريل بباريس، ومهرجان كوبنهاغن السينمائي الدولي. حصل الفيلم لاحقًا على جائزة أفضل فيلم وثائقي في مهرجان دو السينما الفرنكوفوني الدولي في نامور.  
في عام 2019، أخرج الفيلم الوثائقي (America Street). يستكشف النضالات اليومية لمجتمع أمريكي من أصل أفريقي في تشارلستون بولاية ساوث كارولينا بعد مقتل والتر سكوت عام 2015. تلقى الفيلم إشادة من النقاد وعرض في عدة مهرجانات سينمائية. 

## أعماله
| السنة | الفيلم                       | عمله                             | النوع       | المرجع        |
| ----- | ---------------------------- | -------------------------------- | ----------- | ------------- |
| 1996  | Transient                    | المخرج والمنتج والكاتب والمحرر   | فيلم قصير   |               |
| 1999  | Fake Soldiers                | المخرج والكاتب                   | وثائقي قصير |               |
| 2002  | Si-Gueriki ، la reine-mère   | المخرج                           | وثائقي      | [ 11 ] [ 12 ] |
| 2005  | Arlit: The Second Paris      | المخرج والمنتج والكاتب           | وثائقي      | [ 13 ]        |
| 2011  | Indochina Traces of a Mother | المخرج والمنتج                   | وثائقي      | [ 14 ]        |
| 2019  | America Street               | المخرج والمنتج والمصور السينمائي | وثائقي      |               |

## روابط خارجية
- إدريسو مورا كباي على موقع IMDb (الإنجليزية)
- إدريسو مورا كباي على موقع قاعدة بيانات الفيلم (الإنجليزية)